# Carl Eric Sonck
Carl Eric Sonck, född 10 november 1905 i Viborg, död 13 februari 2004 i Helsingfors, var en finländsk läkare, botaniker och konstsamlare.
Sonck blev medicine och kirurgie doktor 1941 och verkade från 1955 till 1972 som professor i hud- och könssjukdomar vid Åbo universitet. Han publicerade uppmärksammade undersökningar bl.a. över svampsjukdomar och lymfogranulomatos. Han var även en framstående botaniker och beskrev bl.a. talrika varianter av maskrossläktet, för vilka meriter han 1969 promoverades till hedersdoktor vid Helsingfors universitet.
Sonck var dessutom konstsamlare med ett speciellt intresse för Yrjö Saarinen; sin tavelsamling donerade han tillsammans med sin hustru Karin (f. Hertwig) till Hyvinge konstmuseum. Han utgav böcker om Saarinen samt 1995 memoarboken Ihotautilääkäri muistelee.